# Тарканян, Джерри
Джерри Эстер Тарканян (англ. Jerry Esther Tarkanian; 8 августа 1930 — 11 февраля 2015) — американский баскетбольный тренер, 31 сезон тренировавший студенческие баскетбольные команды. Большую часть тренерской карьеры провёл в «УНЛВ Раннин Ребелс», которую четыре раза выводил в Финал Четырёх мужского баскетбольного турнира первого дивизиона NCAA и с которой в 1990 году стал национальным чемпионом. За свою карьеру он одержал 706 побед, потерпев всего 198 поражений. В 2013 году он был введён в Зал славы баскетбола.
Тарканян учился в Городском колледже Пасадины и университете Фресно, где выступал за местные баскетбольные команды. По окончании обучения он стал работать школьным тренером, а позже вернулся в колледж Пасадины уже как тренер и помог местной команде стать чемпионом штата. В 1968 году он перешёл в Государственный университет Лонг-Бич. Там он стал одним из немногих баскетбольных тренеров США, в основном использовавших чернокожих игроков. За пять сезонов в Лонг-Бич Тарканян одержал 122 победы, потерпев всего 20 поражений. В 1973 году он перешёл в университет Невады в Лас-Вегасе, где преобразовал местную команду в одну из сильнейших баскетбольных программ страны, а сам стал одной из знаменитостей Лас-Вегаса, получив прозвище Тарк-акула (англ. Tark the Shark). В 1992 году он ненадолго покинул студенческий спорт, став главным тренером клуба Национальной баскетбольной ассоциации «Сан-Антонио Спёрс», а позже вернулся в свой родной университет Фресно, где и закончил свою карьеру.
На протяжении всей своей карьеры он боролся с обвинениями в нарушения правил Национальной ассоциации студенческого спорта (NCAA), из-за чего трижды его команды подвергались наказаниям. В ответ на эти обвинения Тарканян призывал NCAA внимательней присматриваться к более крупным и успешным университетам. В 1977 году, когда NCAA приказала УНЛВ отстранить его, Тарканян подал в суд на NCAA и продолжал тренировать команду пока дело находилось на рассмотрении. В 1988 году Верховный суд вынес решение против него, однако он оставался тренером УНЛВ после заключения мирового соглашения с NCAA. В 1992 году Тарканян снова подал в суд на NCAA, и, в итоге, он получил $2,5 млн.

## Биография

### Ранняя жизнь
Тарканян — сын иммигрантов из Армении, родился 8 августа 1930 года в Юклиде, (штат Огайо, США). Его мать, Роуз, бежала из Армении во время Первой мировой войны от геноцида армян. Его дед по матери, Майкл, работал чиновником в Османской империи и был обезглавлен турецкими властями. Его сын также был казнён турецкими властями. Спасая свои жизни, Роуз и её братья бежали в Ливан, где она познакомилась с будущим отцом Джерри Джорджем Тарканяном. Там они поженились, а позже переехали в США. Однако Джордж умер когда Джерри было всего 13 лет. К этому времени Джерри уже выказывал интерес к спорту, однако его отчим не одобрял его увлечения профессиональным спортом, хотя мать всячески поощряла его. Первоначально Джерри поступил в Городской колледж Пасадины в Калифорнии, где в сезоне 1950/51 выступал за местную баскетбольную команду. Позже он перевёлся в университет Фресно, где играл за «Фресно Стэйт Бульдогс» в сезоне 1954/55 годов на позиции защитника. В 1955 году Джерри окончил обучение во Фресно после чего получил степень магистра в университете Редлэндс.